# NGC 5221
NGC 5221 is een spiraalvormig sterrenstelsel in het sterrenbeeld Maagd. Het hemelobject werd op 12 april 1784 ontdekt door de Duits-Britse astronoom William Herschel.

## Synoniemen
- UGC 8559
- Arp 288
- MCG 2-35-6
- 8ZW 325
- ZWG 73.40
- VV 315
- PGC 47869